# ジョシュア・ロウリー
サー・ジョシュア・ロウリー（Sir Joshua Rowley、1730年5月1日 - 1790年2月20日）は、イギリス海軍の提督。ウィリアム・ロウリー提督の長男として、サフォークのテンドリングホールの自宅で生まれたといわれる。海軍士官としての経歴の中で、多くの戦闘に参加して殊勲を立て、同時代の人々からかなりのな賞賛を受けた。現役時代は戦闘が相次いだものの、大きな戦いの指揮を任せられることがなく、命令するよりも命令を受ける方だったのは、彼にとって不幸なことだった。そのため彼の軍功は、同時代の提督、たとえばオーガスタス・ケッペル、エドワード・ホーク、リチャード・ハウやジョージ・ブリッジズ・ロドニーのものとされている。しかしロウリーは、イギリスを長きにわたり守ってきたイギリス海軍の中でも、強い信念を持つ指揮官の一人である。

## 海軍入隊とトゥーロンの戦い
ロウリーは海軍に入隊後、父の旗艦であるスターリングキャッスルで任務に就き、トゥーロンの戦いに参戦した。この戦闘は雌雄決せず、しかもトマス・マシューズ提督と部下の数人の艦長が海軍を追われたことで、かなりの物議をかもした。その後ロウリーの父ウィリアムが、1748年まで地中海艦隊の最高指揮官を務め、ロウリーは父と共に地中海での任務に就き、1747年の7月2日に大尉に昇進した。1752年には、大尉として44門のフリゲート艦ペンザンスに乗艦し、1753年の12月4日にはポストキャプテン（肩書だけでなく、職権のある海軍大佐）となって、6等艦24門艦のライの指揮を執った。1755年の3月には1等艦で40門フリゲート艦のアンバスケードに配属となった。このアンバスケードは、1746年のオーストリア継承戦争中に、フランスに拿捕されていた艦だった。アンバスケードがビスケー湾に停泊している間、ロウリーはエドワード・ホークの指揮下に配属された。時期は短かったものの、300以上ものフランスの商船を拿捕した。1756年までに、ホークはミノルカで不運の提督ジョン・ビングと交代し、ロウリーは50門艦ハンプシャーに異動した。

## カルタヘナの戦い

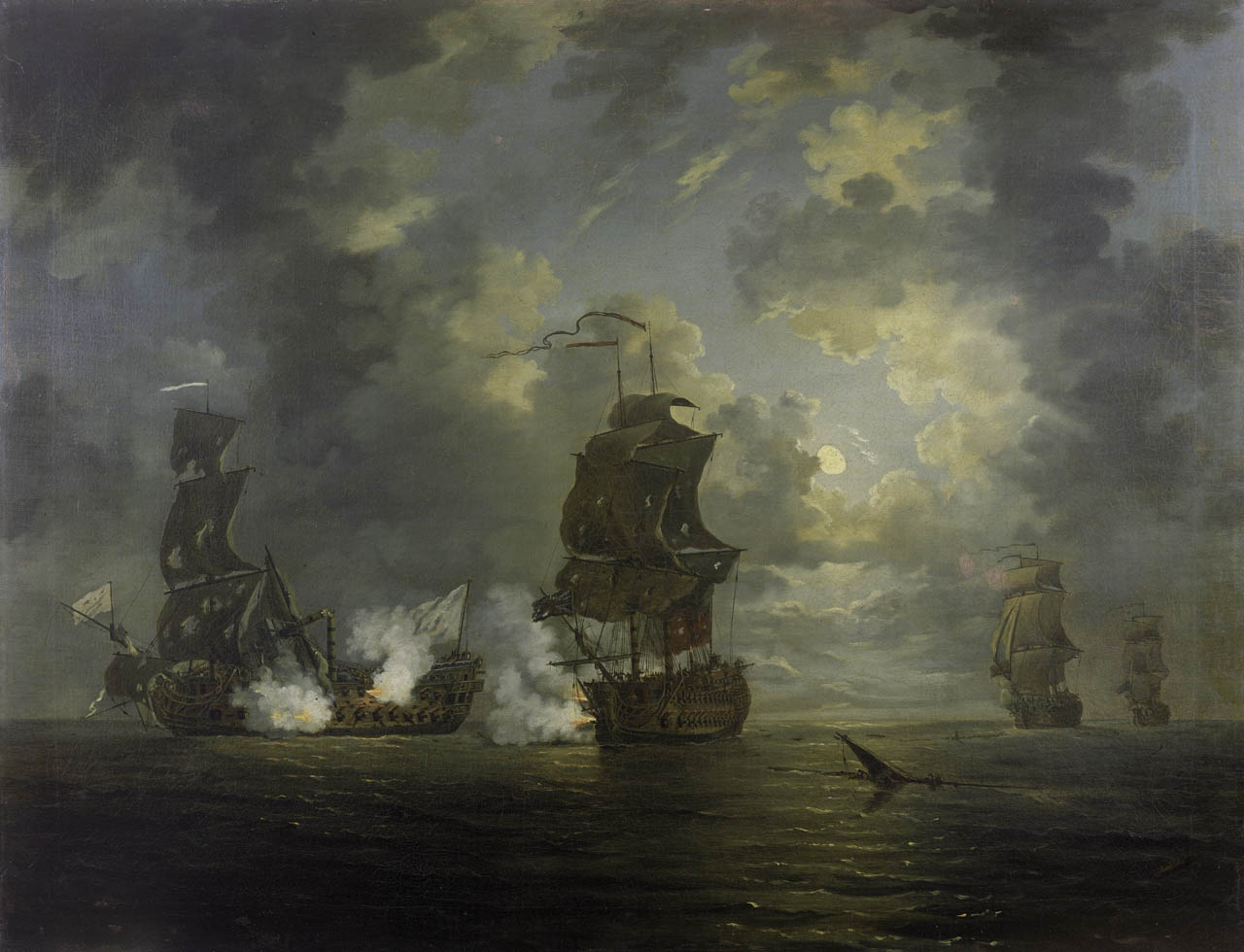
カルタヘナの戦い　フランシス・スウェイン作

1757年の10月には、60門の4等艦モンタギュの任務を託され、ヘンリー・オズボーン提督の、14隻からなる地中海艦隊にいったん加わった。オズボーンは当時、スペインのカルタヘナで、ノバスコシアのルイブールに向かうジャン＝フランソワ・ド・ラ・クルー＝サブラン提督率いるフランス艦隊の封鎖を行っていた。フランス海軍は、ミシェル＝アンジュ・デュケーヌ・ド・メルヴィユ侯爵に、イギリスの封鎖を打破し、ラ・クルーに援軍を出して、数の優位でカルタヘナを脱出させ、北アメリカに向かわせるように指示を出した。オズボーンは艦隊と1隻のフリゲート艦でデュケーヌを阻止した。これに続いて起こった海戦は、後にカルタヘナの戦いとして知られるようになった。1758年2月28日のことだった。
オズボーンの艦隊はフランス艦隊のうち2隻を拿捕し、モンタギュとモナークが、カルタヘナの城塞の下に停泊していたフランスの60門艦オリフラムを岸に追いやった。戦闘そのものはさほどの規模ではなかったが、デュケーヌの軍勢は壊滅し、これが2つの異なる効果をイギリスにもたらした。まず、この戦いの勝利で、トゥーロンの戦いやミノルカの戦いで連敗続きだった海軍に、誇りが戻ってきた。次に、1758年のルイブールの戦いでのフランスの敗戦と降伏で、北アメリカでのフランスの力は大きく後退した。そのため、このカルタヘナの戦いも、七年戦争の帰趨を決定づけるものであったとイギリスでは考えられている。もしラ・クルーが、オズボーンの封鎖をかろうじて突破していたなら、現在の北アメリカの地図はかなり違うものになっていただろう。

## サンキャスの戦い

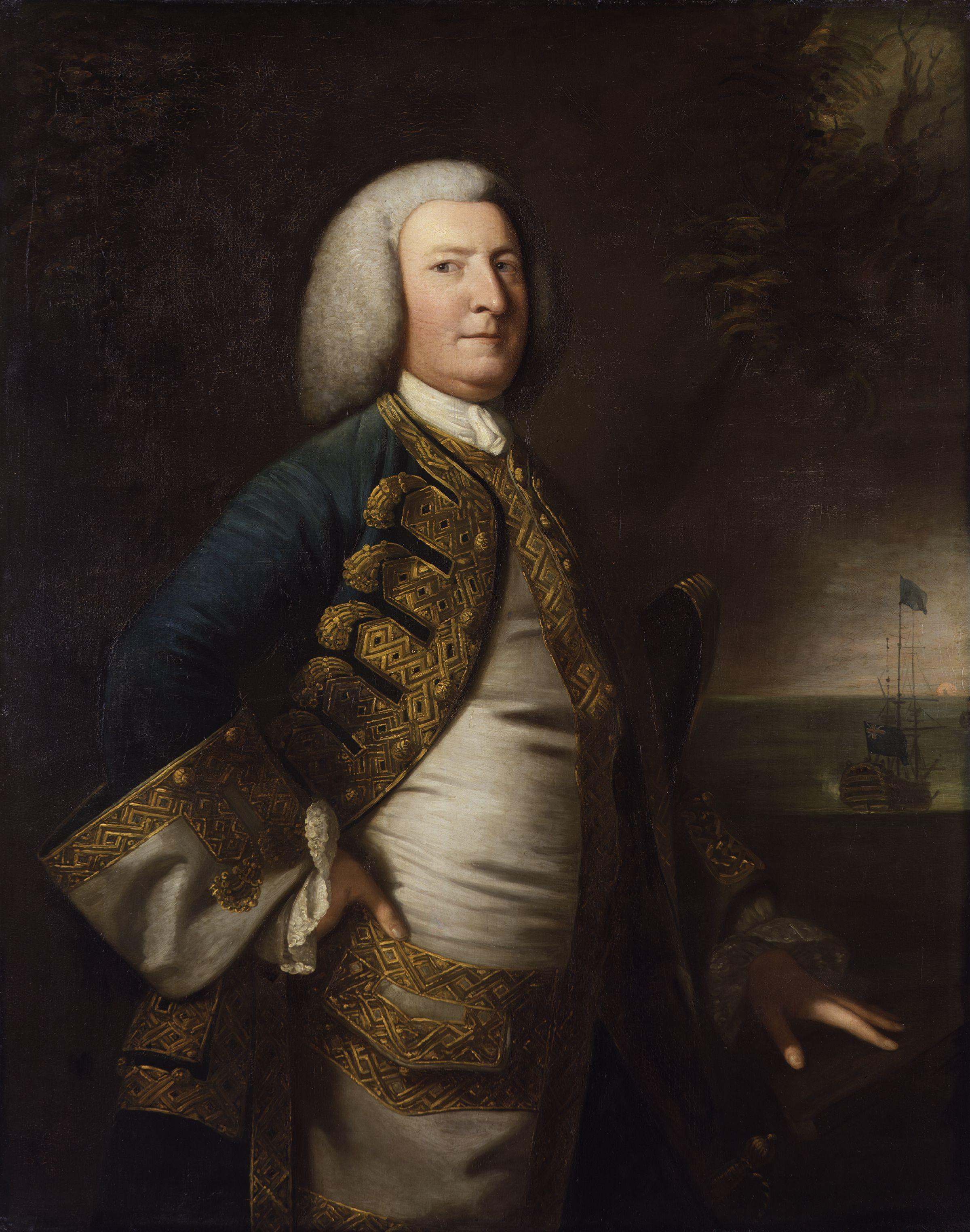
ジョージ・アンソン

1758年、ロウリーは海峡艦隊のジョージ・アンソンと合流し、フランス沿岸の遠征に臨んだ。
この1758年9月の始めに行われたブルターニュへの遠征は、かなり重要なものだった。アンソン指揮下のイギリス海軍は准将リチャード・ハウの援軍を受けており、陸軍は中将トマス・ブリーが指揮していた。この遠征には22隻からなる艦隊と9隻のフリゲート艦、そしてハウの指揮下の3等艦1隻、4等艦4隻、10隻のフリゲート艦、5隻のスループ艦、2隻の火船、2隻の臼砲艦もいた。当初は遠征軍はシェルブールの港を攻略し、大きな成功を収めた。イギリス軍はこの港やドック、停泊していた船舶を破壊し、多くの軍需物資や物品を持ち運んだり壊したりした。

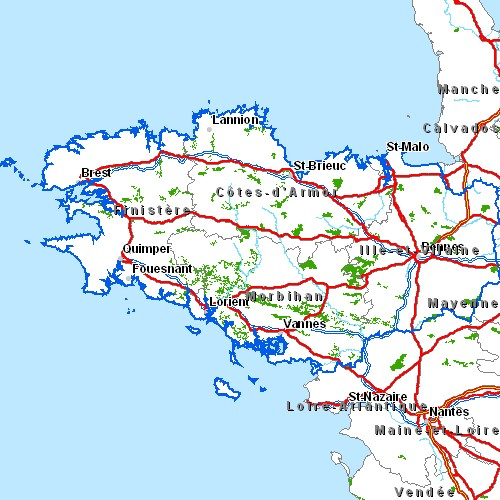
ブルターニュ地方。右上にサン・マロ、左上にブレストが見える。上部一帯がコート＝ダルモール県。

その後イギリス軍艦隊は、サン・マロから12マイル（約19キロ）西のサンルネールに到着し、9月5日に、ウィリアム・ブースビーと5個の近衛歩兵中隊がサンブリアに行軍し、そこで船を何隻か破壊した。ブリー中将は陸からサン・マロを攻略する作戦に出た。しかしイギリス軍は物資が底をつきかけており、またサン・マロは防御が固く、攻略は難しかった。天候はより悪化し、ハウはサンルネールの停泊地を去らざるを得なくなって、数マイル離れたサンキャス湾の西に艦隊を動かした。
この時、ブルターニュの部隊の指揮官であるデギュイヨン公爵エマニュエル・アルマン・ド・リシュリューが12ばかりの歩兵大隊を集めていた。これらの勢力に加え、1万人にも及ぶ大軍勢が、オービニュ侯爵の指揮のもと、ブレストから急ぎ足でサンキャス（コート＝ダルモール県の町）に向かっていた。ブリーは撤退のため9月11日の午前3時に宿営地を離れ、9時前にサンキャスの海岸に着いた。これには必要以上に時間がかかった。午前9時に乗船が始まり、11時には3分の2が船に乗り込んだ。その時フランス軍が現れ、海岸で連続砲撃を始めた。乗船は混乱をきわめ、イギリス軍がパニック状態となった。フランス軍は海岸でイギリス軍の退路を塞ぎ、3つの旅団を一列に配置し、もう一つの旅団を予備に投入した。海上でも5隻のフリゲート艦、そして臼砲艦がイギリスの退却を阻もうとしており、イギリスは砲撃で一度は優勢に立ったが、小高い、砲撃にはうってつけの場所にあるフランスの砲台からの砲撃が、イギリス軍のフリゲート艦を追い払い、兵士が大勢乗り込んでいた3隻の上陸用ボートを沈めた。それ以外の上陸用ボートは海岸で壊された。イギリスの近衛歩兵第一連隊が敵軍を突破している間、1400人の兵と750人の士官から成る後衛部隊は反撃に出ようとしたが、ジョン・フォーテスキューによると、後衛部隊の兵たちは死傷し、残りの兵たちも捕虜となった。ロウリーはこの時負傷して浜辺に取り残された。他の大尉、マプレスデン、パストン、そしてジョン・エルフィンストーン共々、彼は浜辺で捕囚された。
多くの人命と軍事物資が失われ、七年戦争での、イギリスのブルターニュ侵攻の夢は閉ざされた。イギリス陸軍、海軍双方にとってこの戦いは恥ずべきこととなった.。

## キブロン湾の海戦

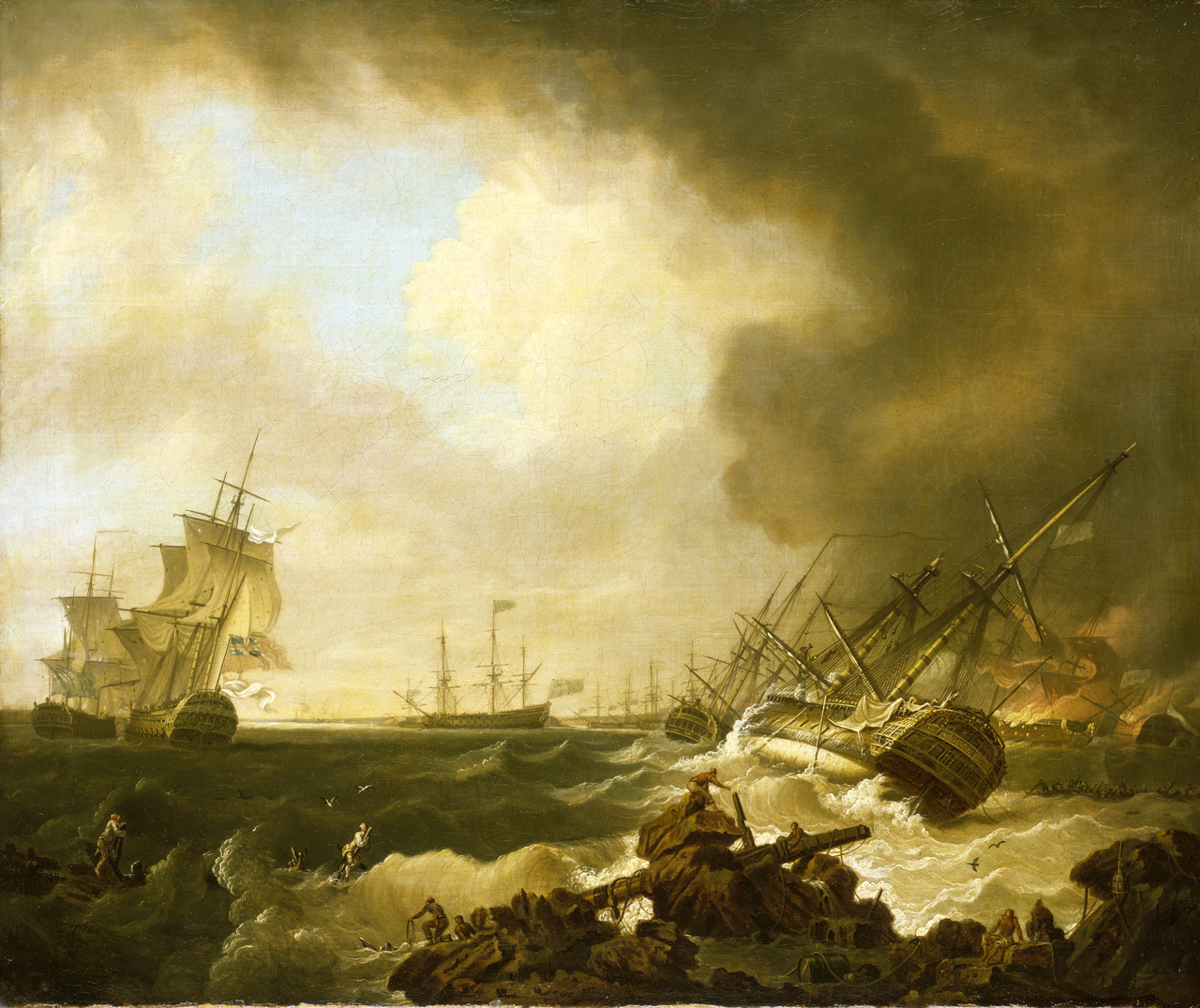
キブロン湾の海戦　リチャード・ライト作

1759年10月末に、ロウリーは英仏間の捕虜交換（当時は一般に行われていた）により、再びモンタギュの指揮官に戻った。そしてホークの指揮下に返り咲き、ブレスト沖のホーク艦隊の一員となってキブロン湾の海戦に参戦した。この時フランスはスコットランドへの侵入計画を立てており、フランス沿岸を封鎖しているイギリス艦隊を打破して、侵入に必要な輸送船を集めるよう命令を受けていた。11月20日、この時期特有の強風を避けて、トーベイに停泊していたホーク指揮下の艦隊が、キブロン湾の、コフラン伯爵ユベール・ド・ブリエンヌ率いる21隻の戦列艦を追いかけ、攻撃を加えた。
このキブロン湾は浅瀬が多く、しかもその存在がわかりにくく、また風や天候が変わりやすく、悪名の高い場所だった。その危険な場所を舞台にしての真っ向勝負によるこの海戦で、イギリス軍は浅瀬への座礁で2隻を失い、一方フランス軍は6隻を失って、さらにもう1隻をイギリスに拿捕された。この戦闘は、トレヴェリアンを含む数人の後世の歴史家が「七年戦争におけるトラファルガーの海戦」と評した。大西洋の強風が吹きつけ、浅瀬だらけのこの湾で大艦隊を動かす危険を冒して完勝したことで、ホークは、同時代の提督たちとは別格に扱われることになり、天分ともいえるその大胆不敵さと、部下たちに与えた自信とが広く周知されることになった。フランス軍は、この敗戦の痛手を克服するのに長い年月を要した。

## 西インド諸島
1760年、ロウリーは、准将のジェームズ・ダグラスと西インド諸島に向かった、そこでロウリーはドミニカ遠征軍に合流した。この遠征ではアンドリュー・ロロ将軍が、1日戦っただけで島全体を征服した。1760年6月7日のことだった。同じ年の11月、ロウリーは3等艦24門艦のシュパーブに移った 。その年は東インド会社の船の護衛に加わり、その後2隻のフリゲート艦、HMSゴスポート、ダネイを連れてイギリスに戻った。このゴスポートの艦長は若き日のジョン・ジャーヴィスだった。ロウリーはその後もインドと西インド諸島の交易の護衛のため西へ向かい、フランス軍准将シャルル＝アンリ＝ルイ・ダルサック・ド・テルネから船団を守り通した。
しかし彼の指揮は、東インド会社からも、ロンドンの西からも大いにほめられ－インドの商人たちは、彼に素敵な
銀のイパーンと皿を贈呈する。—

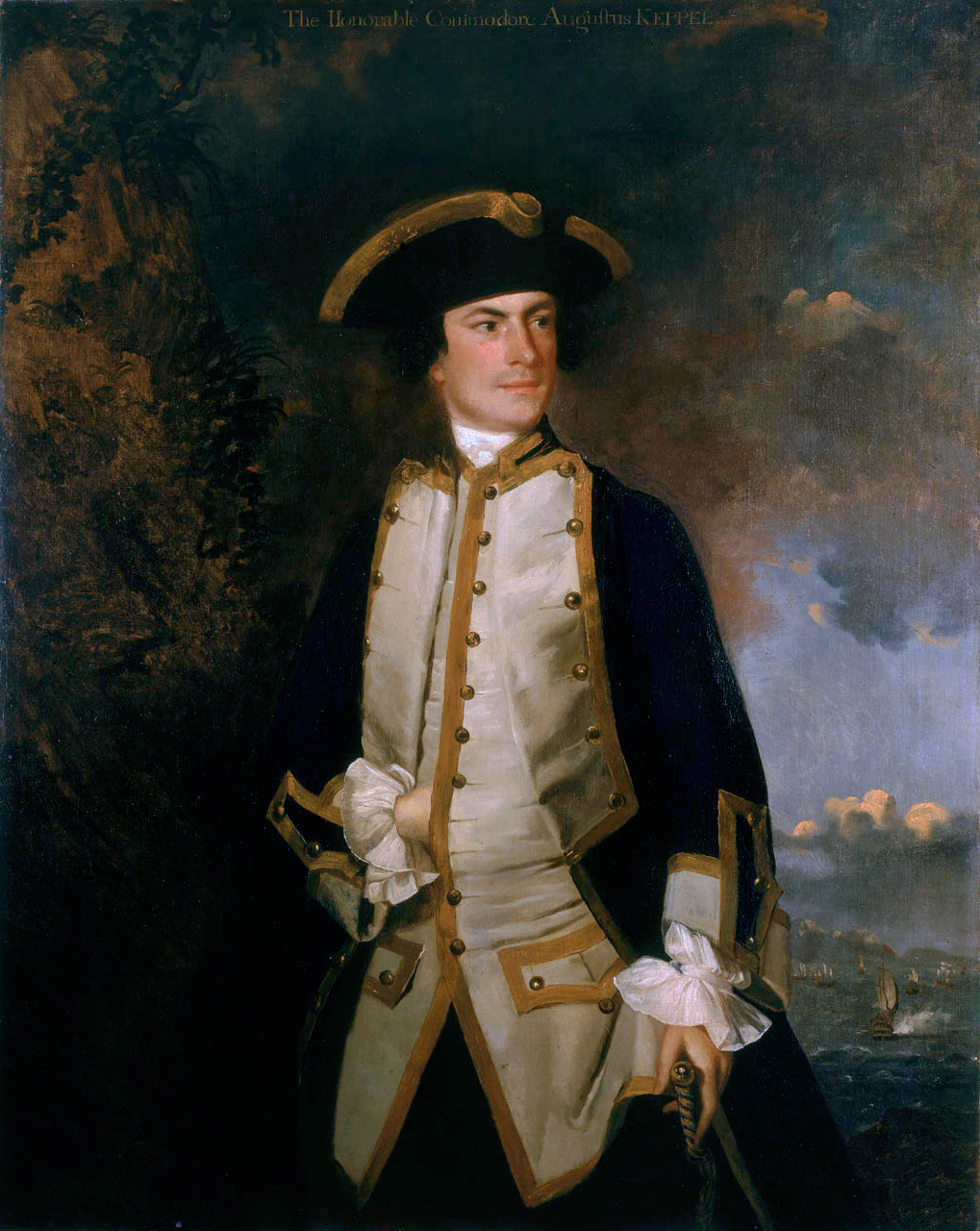
オーガスタス・ケッペル

数年ドミニカで過ごしたのち、1776年にロウリーはモナークに乗艦し、1778年の始めにジブラルタルへの船団を護衛した。

## ウェサン島の戦い
イギリスへ戻ったロウリーは、オーガスタス・ケッペル提督の指揮下に配属された。ロウリーがそれ以前にケッペルを目にしたのは、キブロン湾の戦いでネプチューンに乗艦し、前衛部隊を率いていた時の光景だった。1778年7月27日、ウェサン島の戦いで、ロウリーがケッペルと共に船首右舷方向に前衛を率いた。この時モナークは2人を戦死させ、9人を負傷させた。しかしこの戦いはまたも勝負がはっきりせず、そのうえ社会の変動や、政治や海軍に絡んだ複雑な展開が引き起こされた。この戦いの成り行きとして、ケッペルは軍法会議にかけられ、指揮官を辞任した。ケッペルとヒュー・パリサー提督も出廷し、2人とも無罪になったが、パリサーへの批判は根強く、国会議員の職を辞するに至った。

## グレナダの戦い

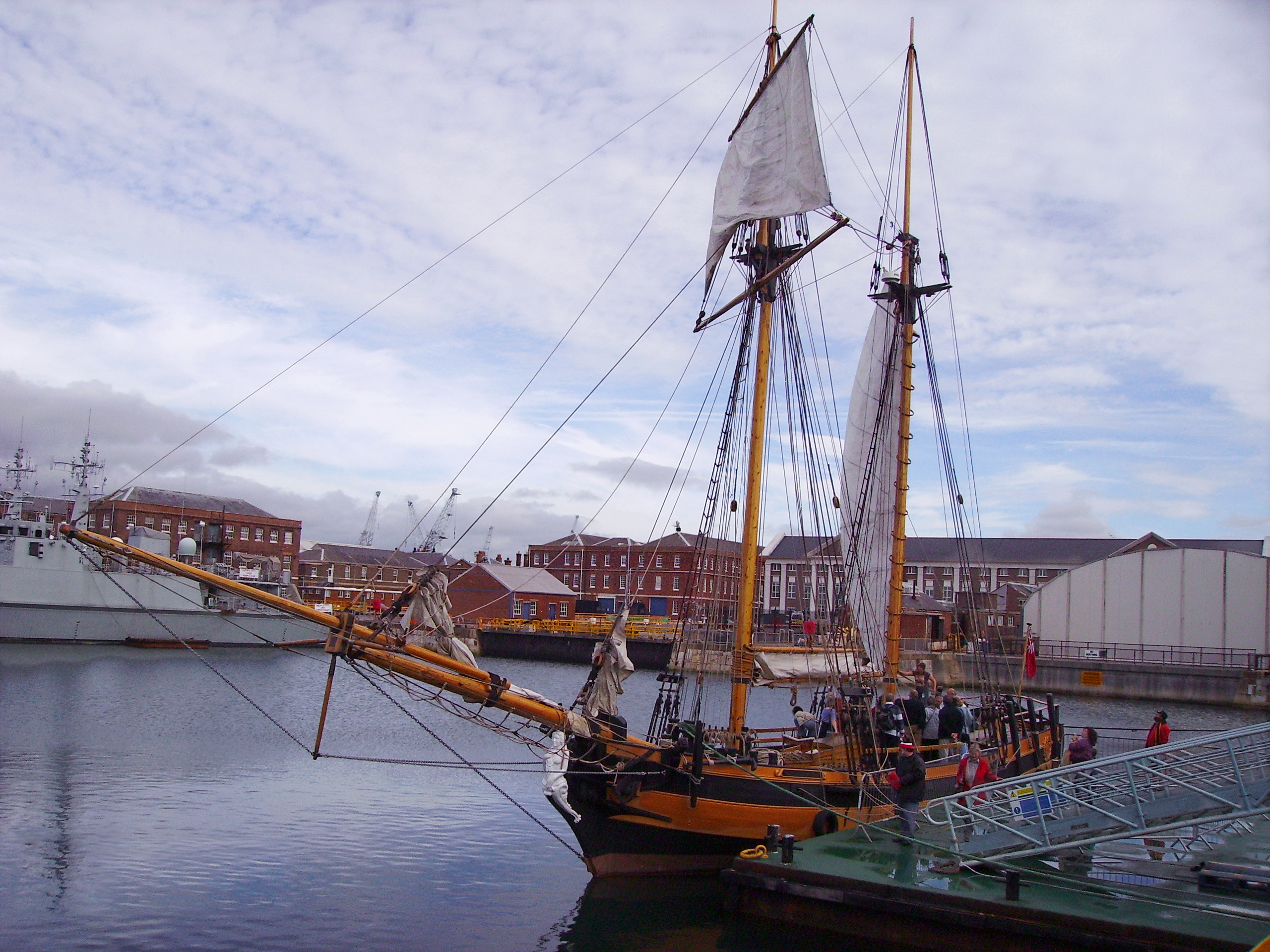
復元されたトラファルガーの海戦時のスループオブウォー

1778年の末、ロウリーは74門艦のサフォークに異動し、7隻の艦を率いて、サフォークに代将旗を翻して、再び西インド諸島に赴いた。この7隻は、ジョン・バイロン提督への援軍で、1779年2月に、ロウリーはセントルシアでバイロンと合流した。その年の3月19日、ロウリーは青色少将となった。1779年7月6日に、もう一度前衛部隊を率いてシャルル・エクトル提督と一戦を交えた。この戦闘は勝負がつかず、すでに終局に向かっていたアメリカ独立戦争の経過に変化をもたらすことはなかった。その後ロウリーは、2隻のフランスのフリゲート艦とスループオブウォーを拿捕した、この3隻はフォルトゥーヌ（42門）、ラ・ブランシュ（36門）、そしてエリス（28門）だった。ロウリーは艦隊を率いて、マルティニーク沖で、マルセイユを出発した大規模なフランスの艦隊の拿捕に向かった。

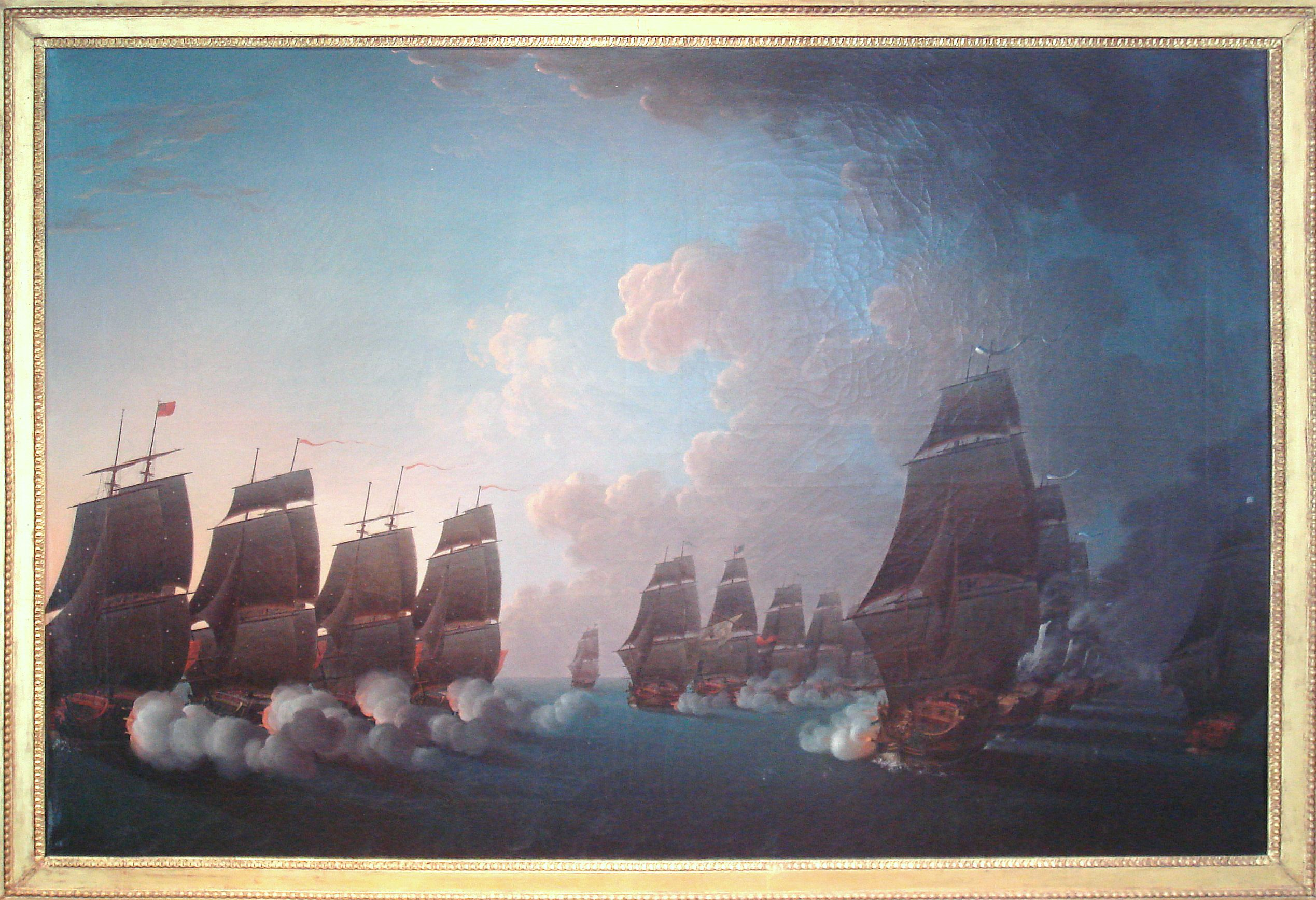
4月17日のマルティニーク沖の海戦

## マルティニーク島の海戦
ジョージ・ブリッジズ・ロドニー提督がイギリスから基地の指揮を執るため到着し、ロウリーは旗艦を74門艦のコンカラーに移した。この艦で4月17日の、マルティニーク沖でのブースィ提督との戦闘で前衛隊を率い、フランス軍の前衛部隊を5月15日と19日の戦いでそれぞれ窮地に追い込んだ。しかし、この時三席指揮官であったのロウリーは、敵の隙につけ入らなかったとされ、ロドニーから暗に批判された。この後ロドニーはロウリーを10隻の戦列艦と共にジャマイカに戻し、ピーター・パーカーへの援軍とした。この植民地がスペインからの攻撃で差し迫った状態だったからである。

## ジャマイカ赴任
1782年、ロウリーはジャマイカ駐屯地の指揮官を継承し、アメリカ独立戦争の終焉までその地位にとどまった。ロウリーは軍人としての経歴の中で、勇猛であり、能力のある士官であることが事実であると示したが、それでもなお、ジャマイカ基地の他の士官たちの並外れた先例に、短い任期では追い付かなかった。1783年、ロウリーはイギリスに戻り、その後戦地には赴かなかった。1786年の6月20日、準男爵に叙せられ、また白色中将に昇進した。1790年2月26日、サフォーク、テンドリングホールの自宅で死去した。

## 家族
1759年に、イングランド銀行総裁のバーソロミュー・バートンの娘、サラと結婚し、7人の子をもうけた。
- 2代準男爵ウィリアム、サフォーク州議会議員　州長官
- バーソロミュー・サミュエル、ジャマイカ駐屯地長官、青色艦隊中将
- チャールズ　白色艦隊提督

他にアラベラ、フィラデルフィア、ジョシュア、チャールズの4人の子供がいる。ジョシュアは聖職者となり、チャールズは海軍提督として、父とは別に準男爵を叙された。